# Данчо Делчев
Данчо Делчев с рождено име Йордан Делчев Митев е български актьор.

## Биография
Роден е на 3 март 1898 г. в Хасково. Брат е на актрисата Мара Шопова. Завършва гимназия в родния си град, а впоследствие учи 2 години право в Софийския университет. В периода 1921-1925 е член на театралната комисия на дружество „Театър“. Играе в пиесите „Кин“ от Александър Дюма, „Майстори“ от Рачо Стоянов, „Бягството“ от Анри Дювернуа, „Кражбата на брилянти“ от Вернер Щрасе и други. Жени се за Донка Димитрова, която също е актриса. Умира на 30 ноември 1965 г. в Стара Загора.

## Филмография
- Неспокоен път (1955) – дядо Христо